# 북태평양 환류

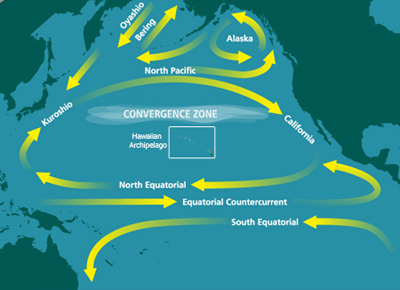

북태평양 환류(North Pacific Gyre, NPG) 또는 북태평양 아열대 환류(North Pacific Subtropical Gyre, NPSG)는 북태평양에 위치하며 5대 해양 환류 중 하나이다. 이 환류는 북태평양의 대부분을 덮고 있다. 적도와 북위 50° 사이에 위치하며 면적이 2천만 평방 킬로미터에 달하는 지구상 최대의 생태계이다. 환류는 시계 방향 원형 패턴을 가지며 북쪽의 북태평양 해류, 동쪽의 캘리포니아 해류, 남쪽의 북적도 해류, 서쪽의 쿠로시오 해류 등 4개의 주요 해류에 의해 형성된다. 이곳은 태평양 거대 쓰레기 지대(Great Pacific Garbage Patch)로 알려진 인간이 만든 해양 쓰레기가 유난히 많이 모여 있는 곳이다.
북태평양 아열대 환류와 훨씬 작은 북태평양 아한대 환류는 북태평양 중위도의 두 가지 주요 환류계를 구성한다. 북태평양의 이 2환류 순환은 무역풍과 서풍에 의해 추진된다. 이것은 바람이 2환류 순환을 일으키는 지구 해양의 가장 좋은 예 중 하나이다. 북태평양의 약한 열염분 순환과 북쪽의 육지에 의해 대부분 차단되어 있다는 사실과 같은 물리적 특성도 이러한 순환을 촉진하는 데 도움이 된다. 깊이가 증가함에 따라 북태평양의 이러한 환류는 점점 더 작아지고 약해지며, 아열대 환류 중심의 고기압은 극지방과 서쪽으로 이동하게 된다.

## 같이 보기
- 태평양 거대 쓰레기 지대
- 해양 오염
- 해류